# Stazione di Fagarè
La stazione di Fagarè è una fermata a servizio della frazione di Fagarè della Battaglia, appartenente al comune di San Biagio di Callalta.

## Storia
La fermata è stata spostata con la riapertura della linea; il vecchio fabbricato viaggiatori è stato ceduto a privati e reca ancora le tre scritte indicatrici del paese.

## Movimento
La stazione è servita da treni regionali svolti da Trenitalia nell'ambito del contratto di servizio stipulato con le regioni interessate.

## Servizi
È dotata di marciapiede e di pensilina per i viaggiatori.

## Interscambi
Autoservizi La Marca.